# Twinklestars
Twinklestars (ティンクルスターズ, Tinkurusutāzu) é um grupo idol Japonês, originalmente composto por sete garotas, tendo feito sua estreia em 2010.
Twinklestars foi o primeiro subgrupo do Sakura Gakuin a lançar um single.
O grupo faz parte dos clubes extracurriculares do Sakura Gakuin sendo o Clube do Bastão (バトン部, Baton-bu, pelo fato do grupo utilizar bastões em suas coreografias). Sua formação mais recente contou com Moa Kikuchi, Yui Mizuno (ambas da formação original), Yunano Notsu, Sara Kurashima e Aiko Yamaide. Em março de 2015 Moa Kikuchi, Yui Mizuno e Yunano Notsu graduaram do grupo Sakura Gakuin, tornando Twinklestars inativo.

## História
O grupo foi formado em 2010, no início do Sakura Gakuin, e lançou seu single de estreia, "Dear Mr.Socrates", no dia 28 de novembro de 2010. A canção entrou para o álbum de estreia do Sakura Gakuin, Sakura Gakuin 2010 Nendo ~message~, em abril de 2011.
Em julho de 2011, o grupo lançou seu segundo single, intitulado "Please! Please! Please!", que entrou para o segundo álbum de estúdio do Sakura Gakuin, Sakura Gakuin 2011 Nendo ~Friends~, em março de 2012 junto à outra canção do grupo, intitulada "Rapicamu".
No dia 25 de março de 2012, Ayami Muto graduou do Sakura Gakuin, deixando-o e seus subgrupos por conta de sua idade, e seu nível de escolaridade (transição para o ensino médio). Ela graduou do Sakura Gakuin e deixou ambos os grupos no mesmo mês.
Em março de 2014, foi a vez de Marina Horiuchi, Raura Iida, Nene Sugisaki e Hinata Sato deixarem o Sakura Gakuin pelo mesmo motivo, e permaneceram no grupo apenas Yui Mizuno e Moa Kikuchi, que foram as integrantes mais jovens do grupo. Após o ocorrido, o grupo encerrou as atividades; porém em 27 e 28 de setembro de 2014, o Sakura Gakuin realizou dois concertos solo, onde o Twinklestars retornou à ativa, com a formação contando com Yui Mizuno, Moa Kikuchi, Yunano Notsu, Sara Kurashima e Aiko Yamaide.
Em 29 de março, Sakura Gakuin realizou seu concerto anual de graduação, The Road to Graduation 2014 Final ~Sakura Gakuin 2014 Nendo Sotsugyo~, onde Moa Kikuchi, Yui Mizuno e Yunano Notsu deixaram o grupo, além de deixarem os subgrupos em que integravam.

## Integrantes

### Ex-integrantes
| Nome            | Nome       | Nome            | Data de nascimento                | Local de nascimento |
| Romanização     | Kanji      | Hiragana        | Data de nascimento                | Local de nascimento |
| --------------- | ---------- | --------------- | --------------------------------- | ------------------- |
| Ayami Muto      | 武藤彩未   | むとう あやみ   | 29 de abril de 1996 (28 anos)     | Ibaraki             |
| Marina Horiuchi | 堀内まり菜 | ほりうち まりな | 29 de abril de 1998 (26 anos)     | Tóquio              |
| Raura Iida      | 飯田來麗   | いいだ らうら   | 9 de abril de 1998 (26 anos)      | Tóquio              |
| Nene Sugisaki   | 杉﨑寧々   | すぎさき ねね   | 8 de maio de 1998 (26 anos)       | Ibaraki             |
| Hinata Sato     | 佐藤日向   | さとう ひなた   | 23 de dezembro de 1998 (26 anos)  | Kanagawa            |
| Moa Kikuchi     | 菊地最愛   | きくち もあ     | 4 de julho de 1999 (25 anos)      | Aichi               |
| Yui Mizuno      | 水野由結   | みずの ゆい     | 19 de junho de 1999 (25 anos)     | Kanagawa            |
| Yunano Notsu    | 野津友那乃 | のつ ゆなの     | 14 de dezembro de 1999 (25 anos)  | Tóquio              |
| Sara Kurashima  | 倉島颯良   | くらしま さら   | 24 de fevereiro de 2002 (23 anos) | Ibaraki             |
| Aiko Yamaide    | 山出愛子   | やまいで あいこ | 1 de dezembro de 2002 (22 anos)   | Kagoshima           |

## Discografia

### Singles
| No.                                                                                         | Data de lançamento                                                    | Título                    | Desempenho nas paradas musicais |
| No.                                                                                         | Data de lançamento                                                    | Título                    | Oricon Weekly Singles Chart     |
| No.                                                                                         | Data de lançamento                                                    | Título                    | Melhor posição                  |
| ------------------------------------------------------------------------------------------- | --------------------------------------------------------------------- | ------------------------- | ------------------------------- |
| 1                                                                                           | 28 de novembro de 2010 (CD single) 26 de janeiro de 2011 (DVD single) | "Dear Mr.Socrates"        | —                               |
| 2                                                                                           | 6 de julho de 2011                                                    | "Please! Please! Please!" | 67                              |
| "—" denota um lançamento que não entrou na parada musical, ou não foi lançado naquele país. |                                                                       |                           |                                 |

### Vídeos musicais
| Ano  | Título                    | Diretor            | Ref.   |
| ---- | ------------------------- | ------------------ | ------ |
| 2011 | "Dear Mr.Socrates"        |                    |        |
| 2012 | "Please! Please! Please!" | Yasuyuki Yamaguchi | [ 11 ] |

## Outras aparições

### Canções em álbuns do Sakura Gakuin
| No. | Canção                         | Nome do álbum                             | Data de lançamento  |
| --- | ------------------------------ | ----------------------------------------- | ------------------- |
| 1   | "Dear Mr.Socrates" (#7)        | Sakura Gakuin 2010 Nendo ~message~        | 27 de abril de 2011 |
| 2   | "Please! Please! Please!" (#3) | Sakura Gakuin 2011 Nendo ~Friends~        | 21 de março de 2012 |
| 3   | "Rapicamu" (#4)                | Sakura Gakuin 2011 Nendo ~Friends~        | 21 de março de 2012 |
| 4   | "Dear Mr.Socrates" (#1)        | Houkago Anthology from Sakura Gakuin      | 5 de maio de 2014   |
| 5   | "Please! Please! Please!" (#2) | Houkago Anthology from Sakura Gakuin      | 5 de maio de 2014   |
| 6   | "Tenshi to Akuma" (#5)         | Sakura Gakuin 2014 Nendo ~Kimi ni Todoke~ | 25 de março de 2015 |

### Participações em DVDs do Sakura Gakuin
| No. | Canção                         | Título do DVD                                               | Data de lançamento  |
| --- | ------------------------------ | ----------------------------------------------------------- | ------------------- |
| 1   | "Please! Please! Please!" (#3) | Sakura Gakuin First Live & Documentary 2010 to 2011 ~Smile~ | 27 de junho de 2012 |
| 2   | "Tenshi to Akuma" (#4)         | Sakura Gakuin First Live & Documentary 2010 to 2011 ~Smile~ | 27 de junho de 2012 |
| 3   | "Tenshi to Akuma" (#6)         | Sakura Gakuin The Road to Graduation 2014 ~Kimi ni Todoke~  | 7 de julho de 2015  |